# Наука в Японії

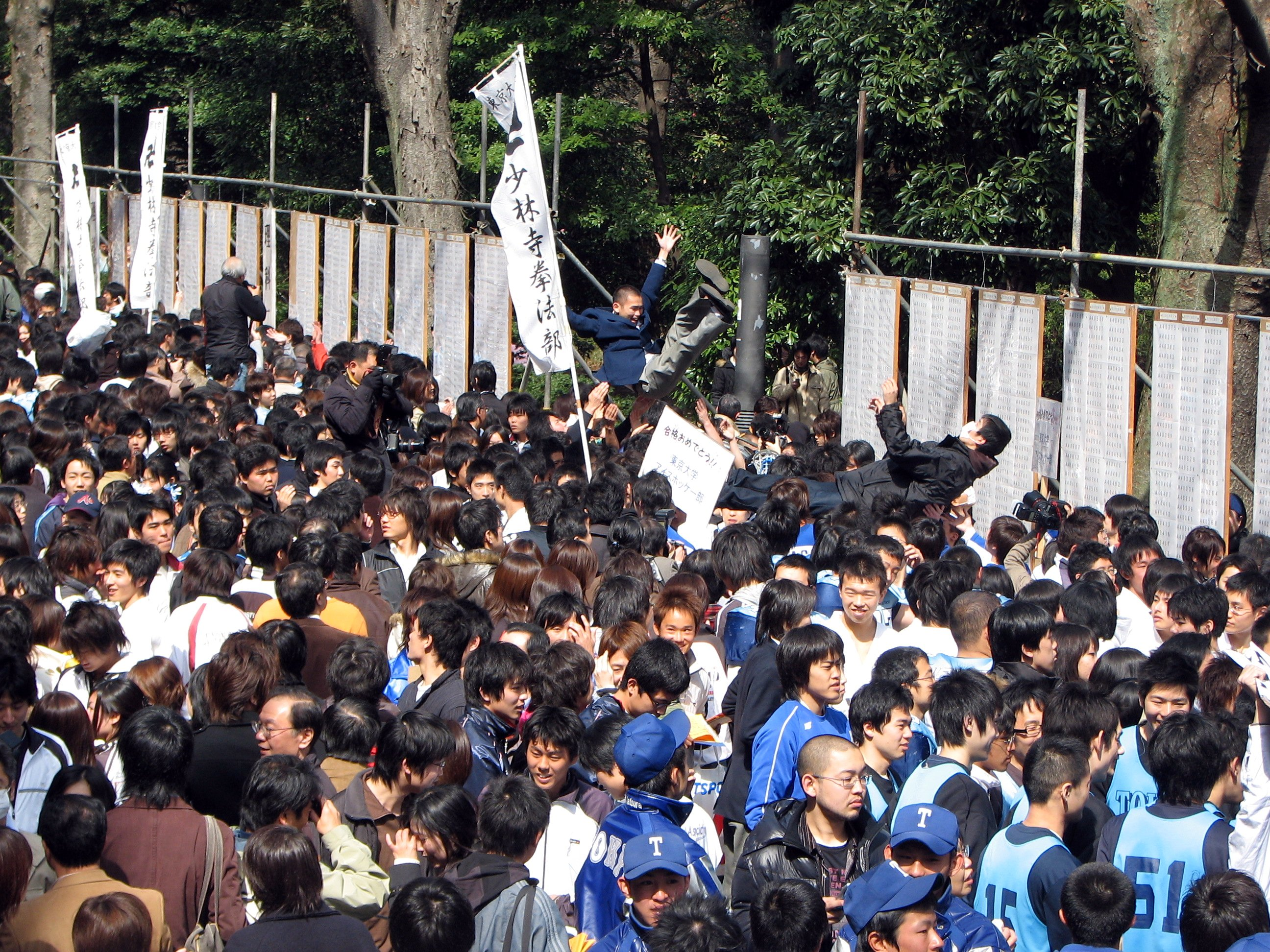
Абітурієнти Токійського університету чекають на результати іспитів

Японія — одна з країн-лідерів світової наукової думки. Країна має стабільно високі позиції в найрізноманітніших галузях, серед яких високі технології й автомобілебудування, енергозбереження й робототехніка, медицина і дослідження космосу.
У давнину і в середньовіччі, відокремлена від усього іншого світу, країна розвивалася під впливом сильних культур своїх найближчих сусідів — Китаю і Кореї, але в середині XVI століття зав'язалася жвава торгівля з європейцями, зокрема, з Іспанією та Португалією. Заїжджі купці привезли з собою вогнепальну зброю і християнство. Навернені в нову релігію і добре озброєні заколотники підняли повстання. Після того, як воно було придушене, сьогун ухвалив рішення про політику ізоляціонізму — сакоку (яп. 鎖国, букв. «країна на замку́»). Він наказав закрити в'їзд у державу, заборонив прийшлу релігію і літературу, вислав чужоземців і на довгі століття практично ізолював Японію від зовнішнього впливу, підтримуючи торговельні відносини тільки з Нідерландами й Китаєм.

## Рангаку
Однак європейська наука все ж проникала в Японію. Нідерландська торгова факторія, розташована на маленькому острівці Дедзіма у гавані Нагасакі, стала джерелом інформації, відомої як ранґаку («голландські науки»). Влада Японії, одного разу обпікшись на християнстві, спочатку вважала ці знання небезпечними. Переклад голландських книг був строго монополізований і здійснювався вузьким колом спеціально навчених перекладачів, які переписували західні знання на японський лад. Серед основних галузей вивчення були географія, медицина, природничі науки, астрономія, мистецтво, іноземні мови, електричні явища і механіка. Завдяки отриманим знанням у XVIII столітті створено вадокеї — годинник з боєм, один з перших винаходів японців у галузі технологій. Ослаблення ізоляційної політики на початку XVIII століття, так само як і грамотність більшої частини японців, сприяли поширенню і популяризації європейського наукового знання. Тоді ж у державі з'явилися закордонні новинки — телескопи, мікроскопи, насоси, механічні годинники та інші передові винаходи. Найбільший інтерес для японців становив досвід Європи в галузі медицини, а також електрика, яку активно освоюювали західні вчені. Саме ранґаку дали можливість Японії в найкоротші терміни надолужити згаяний час і дуже швидко вийти на один рівень з Європою в галузі наукових знань.

## Реставрація Мейдзі
1868 року імператор Муцухіто, що взяв ім'я Мейдзі (яп. «освічений уряд»), знову відкрив кордони Японії для європейців, і в країну пішов потік досягнень західної цивілізації. Важливість багатовікових традицій відійшла на другий план, порівняно з бажанням якомога швидше перейняти, вивчити і використовувати всі отримані знання, товари і технології. Японці за невеликий відрізок часу отримали безліч нових відомостей про природничі науки, будову світу, космос і функції людського організму.
Західні науки і технології детально вивчалися в школах, внаслідок чого в найкоротші, з точки зору світової історії, терміни, японці настільки добре освоїли отримані відомості, що змогли використовувати їх для самостійного розвитку. Саме завдяки цьому став можливим колосальний Індустріальний стрибок, зроблений Японією в період Мейдзі.

## Друга половина XX століття
Японське економічне диво 1950-1960-х років — небувалий підйом в економіці країни після поразки у Другій світовій війні, також багато в чому обумовлений розвитком науки. Завдяки відкриттям і розробкам японських учених, а також масштабним закупівлям технологій і патентів за кордоном, країна дуже швидко стала однією з найзначущіших фігур на світовому ринку. Зростання економічних показників у цей період становило більш ніж 10 % на рік.
Для того, щоб науковий і технічний розвиток держави оговтався від руйнівних наслідків Другої світової війни, застосовано стратегію, вже використану одного разу в епоху Мейдзі. Розвиток науки і техніки своїми силами вимагав колосальних витрат і, головне, багатьох років, що загрожувало серйозним економічним відставанням. За 30 років, від 1949, Японія придбала у західних колег загалом 34 тис. ліцензій і патентів. Японці їх творчо доопрацювали і, що найголовніше, швидко впровадили у виробництво. Власники західних фірм спочатку не сприймали Японію як потенційного конкурента, тому продавали патенти і ліцензії буквально за копійки. Тому створення науково-технічного потенціалу обійшлося Японії всього в 78 млрд доларів, причому вчені вклалися в найкоротші терміни. Ефективність такої стратегії оцінюється від 400 % в цілому, до 1800 % — в окремих галузях. На рубежі 1960—1970 років Захід схаменувся і припинив науково-технічне підживлення японського конкурента, але до цього часу Японія вже створила власну базу НДДКР.

## Японська космічна програма
Агентство аерокосмічних досліджень Японії (JAXA) — це космічне агентство Японії, воно проводить космічні, планетарні та авіаційні дослідження й розвиває ракети та супутники, є учасником Міжнародної космічної станції: японський експериментальний модуль Кібо (Kibo) був доданий до станції під час рейсів космічних шаттлів у 2008 році. 
Плани Японії в освоєнні космічного простору включають: запуск космічного зонда до Венери, Акацукі. BepiColombo був спланований до запуску у 2013 році і будівництво місячної бази до 2030 року.

### Місія LUNAR-A
Після Hiten в 1990 році, ISAS планув розвідувальну місію до Місяця LUNAR-A, але після затримки через технічні проблеми проєкт був припинений в січні 2007 року. Дизайн сейсмометра пенетратора для Lunar може бути використаний в майбутніх місіях.

### Місія SLIM
7 вересня 2023 року, відповідно повідомленням інформаційного агентства Kyodo з посиланням на Агентство аерокосмічних досліджень Японії (JAXA), було здійснено запуск ракети-носія H2A компанії Mitsubishi Heavy Industries, яка вивела на орбіту Землі штучний супутник XRISM з першим місячним посадковим модулем та місяцеходом SLIM. За 14 хвилин і 9 секунд після запуску, супутник був успішно відокремлений від ракети-носія, а посадковий модуль з місяцеходом SLIM - приблизно за 47 хвилин і 33 секунди після запуску. Посадка модуля SLIM на Місяць очікується через 3-4 місяці. Японський посадковий модуль отримав назву "місячний снайпер". Очікується, що він здійснить посадку на поверхню Місяця в межах 100 метрів від місця поблизу кратера Шиолі на ближньому боці супутника Землі. Попередні посадкові апарати сідали на відстані від кількох до десятків кілометрів від запланованих місць посадки. Тому японський модуль і назвали "снайпером".
Орбітальний рентгенівський телескоп XRISM (X-ray Imaging and Spectroscopy Mission) було створено в кооперації NASA і JAXA за участю Європейського космічного агентства (ESA) і Канадського космічного агентства (CSA). Він призначений для вивчення космосу за допомогою рентгенівської візуалізації та спектроскопії і має надати нові дані про розвиток найбільших структур у Всесвіті, розподіл матерії в космосі та формування галактик. "Місячний снайпер" вивчатиме різні космічні явища, зокрема чорні діри.
Це була четверта спроба за рік. Японія хоче стати п'ятою країною, яка висадилася на Місяці, після США, Радянського Союзу, Китаю та Індії. Місія обійшлася Японії в $100 мільйонів доларів. Країна хоче довести, що здатна посадити на Місяць легкий і недорогий космічний корабель.

## Астрономія в Японії
Астрономія в Японії є не тільки академічним заняттям, а й одним з найпоширеніших наукомістких хобі. Тільки офіційно більш як 120 обсерваторій на території Японії зареєстровано в Центрі малих планет. Основні напрямки японських астрономів-аматорів: пошук і дослідження спалахів нових і наднових зір, пошук комет (і їх дослідження) і астероїдів, а також спостереження покриття зірок астероїдами. Найяскравіші досягнення японських аматорів — комети C/1996 B2 (Хякутаке) і C/1965 S1 (Ікея — Секі).
Деякі з непрофесійних (як приватні, так і муніципальні) обсерваторій Японії:
| - YGCO (станція Тійода) - Астрономічна обсерваторія Гекко - Обсерваторія Кітамі - Обсерваторія Ніхондайра - Обсерваторія Оїдзумі | - Станція JCPM Якіїмо - Сендайська астрономічна обсерваторія - Астрономічна обсерваторія Дайнік - Обсерваторія Ґейсей - Обсерваторія Йорії - Обсерваторія Уенохара |  |

## Найбільші заклади вищої освіти
- Державні університети
  - Токійський університет
  - Кіотський університет
  - Осакський університет
  - Хоккайдоський університет
- Приватні університети (більшість розташовані в Токіо):
  - Університет Васеда
  - Університет Мейдзі
  - Університет Токай
  - Університет Хосей
  - Університет Кейо

## Нобелівські лауреати
- Фізика: Хідекі Юкава (1949), Синітіро Томонага (1965), Лео Есакі (1973), Масатосі Косіба (2002), Макото Кобаясі(2008), Тосіхіде Масукава (2008), Йоїтіро Намбу (2008), Ісаму Акасакі(2014), Хіросі Амано (2014), Сюдзі Накамура (2014), Такаакі Кадзіта (2015).
- Хімія: Кен'їті Фукуї (1981), Хідекі Сіракава (2000), Рьодзі Нойорі (2001), Коїті Танака (2002), Осаму Сімомура (2008), Еїті Негісі (2010), Акіра Судзукі (2010).
- Медицина: Сусуму Тонеґава (1987), Сін'я Яманака (2012), Сатосі Омура (2015), Йосінорі Осумі(2016), Тасуку Хондзьо (2018)
- Література: Ясунарі Кавабата (1968), Кендзабуро Ое (1994).
- Премія миру: Ейсаку Сато (1974).